# Orsbach
Orsbach ist der westlichste Stadtteil von Aachen im Stadtbezirk Laurensberg. Er liegt auf einer Anhöhe in 200 Metern Höhe, direkt an der deutsch-niederländischen Grenze und hat rund 600 Einwohner.

## Lage
Orsbach hat einen dörflichen Charakter und ist trotz seiner Nähe zum Aachener Zentrum ländlich geprägt. Bis zur Stadtmitte Aachens sind es 7 km. Der Ort und seine hügelige Umgebung werden als Naherholungsgebiet genutzt. Obwohl es von Orsbach nur wenige hundert Meter bis Lemiers in den Niederlanden sind, ist dieser Ort mit dem Auto nur mit einem Umweg über die niederländischen Orte Bocholtz oder Vaals erreichbar, da die Brücken über den Senserbach nicht für den motorisierten Verkehr geeignet sind.
In der Nähe von Orsbach befand sich eine der größten Nerzfarmen Deutschlands. Hier wurden etwa 30.000 Nerze gehalten. Der Betrieb wurde im Dezember 2011 eingestellt.

## Geschichte

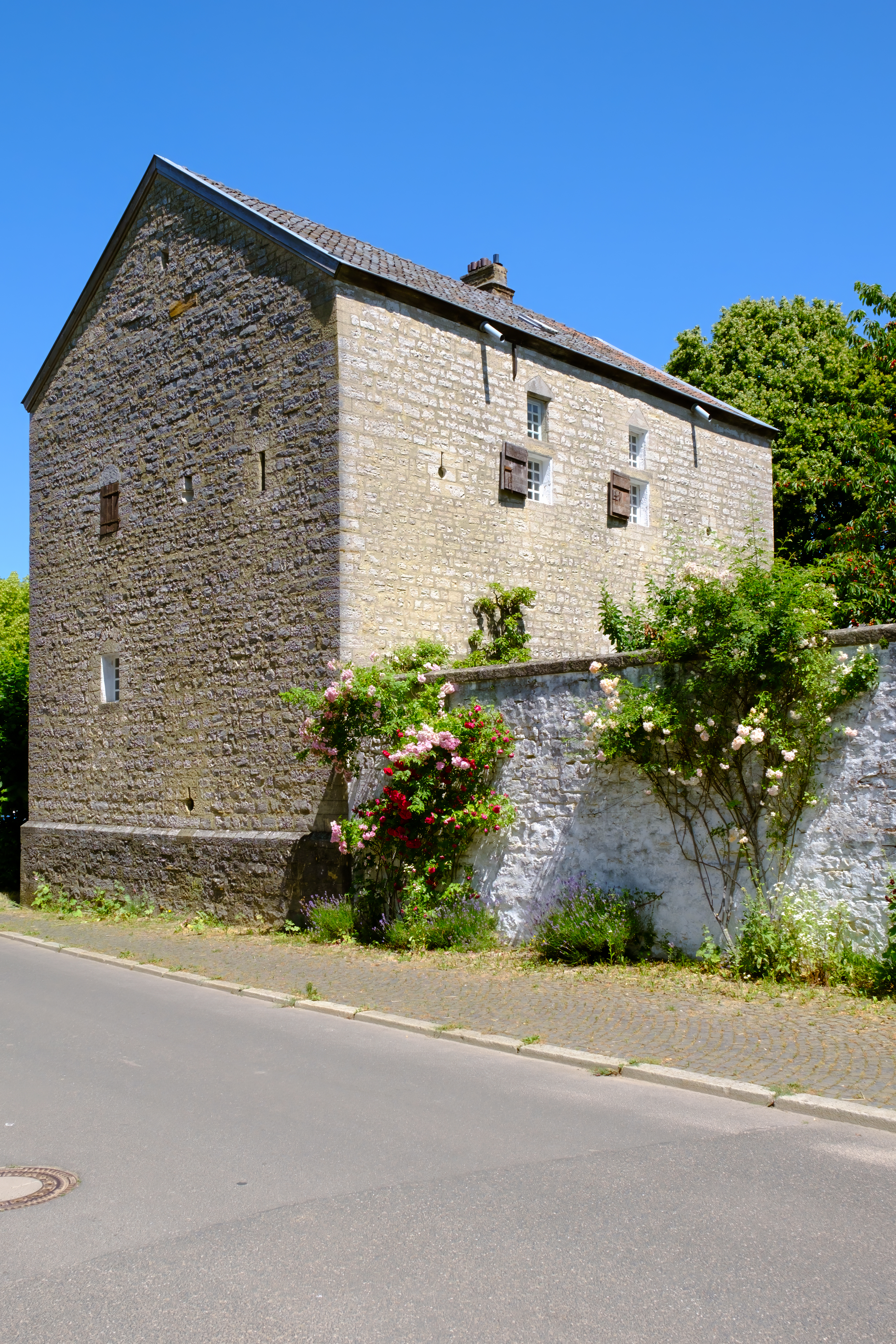
Ansicht der Burg Orsbach

Unterhalb des Schneebergrückens führte einst durch das Orsbacher Gebiet die mittelalterliche Ost-West-Wegeverbindung des Kaiserreichs von Aachen nach Maastricht. Seit 1338 ist Orsbachs Zugehörigkeit zum Aachener Reich bezeugt und während dieser Zeit verlief hier die westlichste Linie des Aachener Landgrabens. Zentrum des Ortes war eine alte Wehranlage mit Wachturm aus dem 15. Jahrhundert, die Burg Orsbach, die heute unter Denkmalschutz steht und als Wohnraum genutzt wird. 
Während der französischen Besetzung des Aachener Landes 1794 bis 1814 wurde Orsbach der Mairie Laurensberg zugeordnet, seit 1816 ist Orsbach Teil der Gemeinde Laurensberg. Nach dem Ende des Zweiten Weltkrieges war im Ort zunächst die US Army stationiert, ab 1946 gehörte Orsbach zur Britischen Besatzungszone. Bis 1949 war offen, ob Orsbach und der deutsche Teil von Lemiers an die Niederlande abgetreten werden müssen. Entsprechende Gebietsforderungen wurden letztlich zurückgewiesen. Mit der Eingemeindung von Laurensberg in die Stadt Aachen 1972 wurde auch Orsbach ein Stadtteil von Aachen.

## Naturschutzgebiet

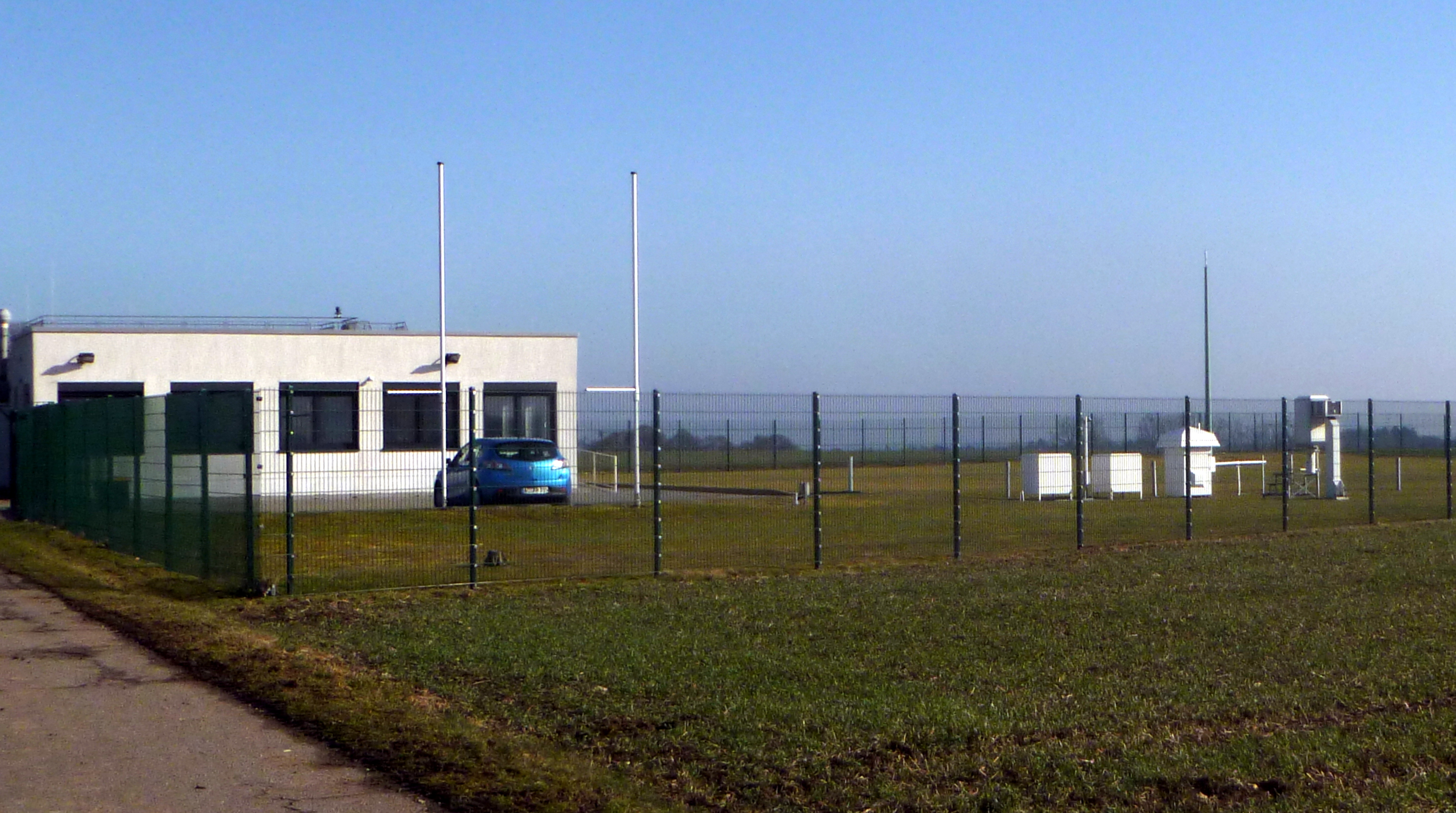
Wetterwarte Aachen

Der 21 ha große Orsbacher Wald gehört zu den bislang 12 ausgewiesenen Naturschutzgebieten der Stadt Aachen. Folgende Pflanzen findet man hier: Frauenfarn, Wurmfarn, Primel, Einbeere, Großes Zweiblatt, Goldnessel, Salomonsspiegel, verschiedene Orchideen, Salbei und Odermennig.
Im April 2011 nahm die Klimareferenzstation des Deutschen Wetterdienstes in Orsbach (WMO-Kennziffer: 10505) ihren Messbetrieb auf.

## Verkehr
Die AVV-Buslinie 37 der ASEAG verbindet Orsbach mit Lemiers, Aachen-Mitte, Laurensberg und Brand. Zudem wird der NetLiner Aachen-Nord betrieben.
| Linie | Verlauf |
| ----- | --- |
| 37    | Brand – Gewerbegebiet Eilendorf Süd – Forst – Bf Rothe Erde – Frankenberger Viertel – Normaluhr – Theater – Elisenbrunnen – Aachen Bushof – Ponttor – Laurensberg – Orsbach – Lemiers |